# Mitostoma pyrenaeum
Mitostoma pyrenaeum is een hooiwagen uit de familie aardhooiwagens (Nemastomatidae). De originele naamcombinatie (protoniem) was Nemastoma pyrenaeus Simon, 1879. Een volgende naamrecombinatie werd gepubliceerd als Nemastoma pyrenaeum (Simon, 1879) in Roewer 1951, per Schönhofer 2013. A synonym name is Mitostoma asturicum Roewer 1951